# Liste des capitales situées sur une frontière internationale
Cet article recense les capitales nationales frontalières d'un autre pays souverain.

## Méthodologie
La liste prend en compte le territoire effectivement administré par la capitale, qui peut s'étendre bien au-delà des zones urbanisés. Dans plusieurs cas, la frontière n'est pas située sur la terre ferme, mais sur une étendue d'eau.

## Liste
| Capitale           | Pays                             | Pays frontalier(s)               | Subdivision(s) frontalière(s)          | Notes |
| ------------------ | -------------------------------- | -------------------------------- | -------------------------------------- | --- |
| Andorre-la-Vieille | Andorre                          | Espagne                          | Les Valls de Valira                    | Micro-État ; toutes les paroisses d'Andorre sont frontalières de l'Espagne ou de la France. |
| Asuncion           | Paraguay                         | Argentine                        | Clorinda                               | La frontière passe au milieu du Río Paraguay. Aucun pont ne relie les deux villes, le trafic frontalier s'effectue par ferry. Il est toutefois possible de prendre la route 9 pour rejoindre le poste frontière de José Falcón (es) et de là atteindre Clorinda.                                           |
| Bangui             | République centrafricaine        | République démocratique du Congo | Zongo                                  | La frontière passe au milieu du Congo. Aucun pont ne relie les deux villes, le trafic frontalier s'effectue par ferry. |
| Bratislava         | Slovaquie                        | Autriche Hongrie                 | Burgenland Győr-Moson-Sopron           | La frontière suit partiellement le cours du Danube, avant de le quitter pour inclure des terrains de la rive sud-ouest du fleuve sur le territoire de Bratislava. La région qu'elle traverse est rurale. De nombreuses connexions routières et ferroviaires relient Bratislava à l'Autriche et la Hongrie. |
| Brazzaville        | République du Congo              | République démocratique du Congo | Kinshasa                               | La frontière passe au milieu du Congo. Aucun pont ne relie les deux villes, le trafic frontalier s'effectue par ferry. |
| Kinshasa           | République démocratique du Congo | République du Congo              | Brazzaville                            | La frontière passe au milieu du Congo. Aucun pont ne relie les deux villes, le trafic frontalier s'effectue par ferry. |
| Lomé               | Togo                             | Ghana                            | Aflao                                  | La frontière est située au sud-ouest de Lomé. Les deux villes sont reliées par la route. |
| Maseru             | Lesotho                          | Afrique du Sud                   | Mantsopa Local Municipality (en)       | La frontière suit le cours de la Caledon. Le côté sud-africain est rural. Plusieurs ponts routiers ou ferroviaires traversent la rivière. |
| Monaco             | Monaco                           | France                           | Alpes-Maritimes                        | Cité-État entouré sur trois côtés par plusieurs communes du département français des Alpes-Maritimes. |
| N'Djaména          | Tchad                            | Cameroun                         | Kousséri                               | La frontière suit le cours du Chari. Les villes sont reliées par un pont. |
| Rome               | Italie                           | Vatican                          | Vatican                                | La ville de Rome entoure totalement la cité-État du Vatican. |
| Saint-Marin        | Saint-Marin                      | Italie                           | Rimini                                 | Micro-État entièrement enclavé dans l'Italie. Tous les castelli de Saint-Marin sont frontaliers des provinces de Rimini ou de Pesaro et d'Urbino. |
| Singapour          | Singapour                        | Indonésie Malaisie               | District de Johor Bahru (en) Îles Riau | Cité-État. La frontière avec la Malaisie suit le détroit de Johor, traversé par plusieurs liens routiers et ferroviaires ; un système de transport rapide est en projet. La frontière avec l'Indonésie traverse le détroit de Singapour, desservi par des lignes de ferry régulières.                      |
| Vaduz              | Liechtenstein                    | Suisse                           | Sevelen                                | Micro-État. La frontière suit le cours du Rhin, traversé par un pont. |
| Vatican            | Vatican                          | Italie                           | Rome                                   | Cité-État entièrement entourée par la ville de Rome. |
| Vientiane          | Laos                             | Thaïlande                        | Nong Khai                              | La frontière suit le cours du Mékong. Nong Khai est limitrophe de la préfecture de Vientiane, mais pas du centre historique. Les deux villes sont reliées par le pont de l'amitié lao-thaïlandaise. |